# Lădăuți, Covasna
Lădăuți (în maghiară Ladóc) este un sat în comuna Barcani din județul Covasna, Transilvania, România. Se află în partea de sud-vest a județului,  în Depresiunea Întorsura Buzăului.